# فابيو براغا
فابيو براغا (6 سبتمبر 1992 في البرتغال - ) هو لاعب كرة قدم برتغالي في مركز الوسط. لعب مع نادي بوليتكنيكا ياشي ونادي فلومينينسي ونادي كوريتيبا وأمريكا دي ناتال ‏.

## وصلات خارجية
- فابيو براغا على موقع قاعدة بيانات كرة القدم.إي يو (الإنجليزية)
- فابيو براغا على موقع Soccerway.com (الإنجليزية)